# Puntea
Puntea este un film românesc din 2014 regizat de Vlad Trandafir. Rolurile principale au fost interpretate de actorii Ion Grigorescu, Dan Perjovschi, Thierry Ollat, Catherina Kiss.

## Distribuție
Distribuția filmului este alcătuită din:
- Thierry Ollat
- Dan Perjovschi
- Catherina Kiss
- Ion Grigorescu